# Трибузон
Трибузон (Tribuzonum). 4-(4,4-Диметил-3-оксопентил)-1,2-дифенил-3,5-пиразолидиндион.

## Синонимы
Бенетазон, Benetazon, Trimethazon.

## Общая информация
По химической структуре близок к бутадиону. Отличается лишь структурой боковой цепи в положении 4 пиразоланового ядра.
Оказывает противовоспалительное, анальгетическое, жаропонижающее действие. Уменьшает агрегацию тромбоцитов и усиливает фибринолиз.
Применяют так же, как бутадион, при воспалительных заболеваниях кровеносных сосудов (флебиты, тромбофлебиты, острый и хронический тромбозы), при ревматоидных заболеваниях (ревматоидный артрит), анкилозирующем спондилите, артрозах, спондилезах, бурсите, тендовагините и других заболеваниях, сопровождающихся воспалительным компонентом. Действие препарата при воспалительных заболеваниях связано главным образом с его анальгезирующим эффектом. Назначают также препарат при подагре.
Используют трибузон внутрь (после еды) в виде таблеток (по 0,25 г): взрослые принимают, начиная с 1 таблетки 4 раза в день (после еды), в тяжёлых случаях в первые дни по 6 таблеток в день. Через 2-4 дня дозу постепенно снижают, при длительном лечении назначают по 1 таблетке 2-3 раза в день.
Широкого применения в настоящее время препарат не имеет (см. Бутадион).

## Противопоказания
Возможные осложнения, меры предосторожности и противопоказания такие же, как при применении бутадиона. Препарат противопоказан при беременности.

## Форма выпуска
- таблетки по 0,25 г в упаковке по 30 штук.

## Хранение
Список Б.